# Фотографическое сообщение
Фотографическое сообщение — статья философа и семиотика Ролана Барта , впервые опубликованная в 1961 году . Один из ключевых текстов в области теории моды и теории фотографии.

## Общая характеристика
В статье «Фотографическое сообщение» предметом исследования Ролана Барта стала газетная фотография, чей статус определяется как «сообщение без кода». Рассуждая о денотативном и коннотативном характере, Барт показывает парадокс газетной фотографии — в ней одновременно могут сосуществовать два сообщения: одно из них без кода (фотография — аналог реальности), а второе с кодом (реальность подвергается обработке) .

## Общее содержание работы
По своей сути газетная фотография является незакодированным сообщением. Его содержанием является реальность как она есть, без манипуляций и приукрашивания. Барт говорит о том, что в снимке имеет место второе — коннотативное сообщение, которое сосуществует с первым — денотативным.

На этапе создания фотографии, при отборе и последующих манипуляциях, происходит ее кодирование, основанное на том, что данный этап связан с различными идеологическими, эстетическими и профессиональными нормами. Также кодирование происходит при прочтении изображения людьми (получателями), поскольку оно связано с принятым в обществе арсеналом знаков. Барт отмечает, что структурный парадокс фотоснимка состоит в том, что «коннотативное, кодированное сообщение развивается на основе сообщения без кода». Этический парадокс заключен в эгалитарном характере фотографии. Она может быть одновременно объективной, нейтральной, а также нести в себе идеологический план — природный, культурный.

## Коннотация и ее приемы
Наложение вторичного смысла на фотографическое сообщение (коннотация), осуществляется несколькими приемами: одни из которых изменяют реальность — монтаж, поза, объекты и внушаемые ими смысловые ассоциации, другие манипулируют самим изображением — фотогения, эстетизм, синтаксис нескольких фотографий (серии).
К перечисленным выше процедурам прибавляется и текст, который сопровождает фотографию в газете. Слово (текст), во-первых, обременяет снимок (образ) культурой, моралью, воображением, во-вторых, эффект коннотации различается, смотря по тому, как оформлен текст (заголовок, подпись), чем ближе слово к снимку, тем меньше нам кажется, что оно его коннотирует, в-третьих, бывает так, что текст противоречит снимку, вырабатываются вторичные означаемые.
Значение фотографии, которое она приобретает для человека, не просто связано с его личным восприятием — это продукт определенного общества, и Барт говорит о том, что именно коннотативные коды фотографии показывают, что ее прочтение (восприятие) публикой является историчным. Такой анализ снимка показывает более надежный способ изучения общества — через анализ ценностных (коннотативных) кодов.

## Критика
Изучение снимка как фотографического сообщения интересовало не только зарубежных ученых (среди которых Умберто Эко, Маршалл Маклюэн, Рудольф Арнхейм, Джон Бёрджер, Сьюзен Зонтаг), но и российских (Екатерина Васильева, Сергей Зенкин, Александр Лапин, Елена Петровская, Николай Хренов, Виктор Дёмин).

Подход к фотографии как к образу, который является копией, отражением предметов, имеет свои ограничения. Создается впечатление соответствия объекта и образа, которое считывается, следуя логике семиотики, через код. Эти недостатки были замечены уже самими создателями, классиками семиологии, которые в своих более поздних работах стали обращаться к другим языкам описания.
Ролан Барт в «Camera Lucida», пересмотрел собственную позицию в вопросах фотографии. Если изначально он рассматривал фотографию как «сообщение без кода», то в дальнейшем происходят изменения в его взглядах — теперь он рассматривает фотографию как знак, лишенный означающего, и говорит о том, что смотрят не на сам снимок — «всякая фотография в каком-то смысле соприродна своему референту».
Возникают новые теории и «разновидности» образа — «образ-движение» и «образ-время» Жиля Делёза, бартовский «punctum» и т. д., которые отличаются от прежней трактовки образа в статье «Фотографическое сообщение».
Рудольф Арнхейм был не согласен с позицией Барта относительно назначения фотоизображения и считал, что сообщения, которые передает фотография неправильно сводить к языку знаков.
Горан Соннесон не согласен с тем, что Барт выделяет в фотографиях коннотативные коды, он считает, что снимок не делится на отдельные знаки. Также, давая свое определение «образу», Сонессон пишет, что образ — существенная модификация реальности, тогда как Барт утверждает, что образ — её аналог.

## Первая публикация
- Barthes R. Le message photographique. // Communications, vol. 1, no.1 1961: 127—138.